# Antonio Leone
Antonio Leone (Putignano, 16 gennaio 1948) è un politico italiano,  deputato dal 1996 al 2014 e vicepresidente della Camera dei deputati dal 2008 al 2013. Dal 2014 al 2018 è stato membro del Consiglio Superiore della Magistratura, mentre dal 2018 al 2023 è stato presidente del Consiglio di presidenza della giustizia tributaria.

## Biografia
Nato il 16 gennaio 1948 a Putignano, in provincia di Bari, ma vive a Manfredonia, in provincia di Foggia, laureato in giurisprudenza, avvocato penalista patrocinante nella Corte suprema di cassazione.
È stato esponente di Forza Italia, de Il Popolo della Libertà e il Nuovo Centrodestra
Alle elezioni politiche del 1994 alla Camera dei deputati nel collegio maggioritario di Manfredonia, sostenuto dalla coalizione di centro-destra Polo del Buon Governo in quota forzista, dove ottenne il 39,35% dei voti e viene sconfitto dal rappresentante dei Progressisti, in quota PDS, Francesco Mastroluca.
È stato eletto deputato alla Camera alle politiche del 1996 e del 2001 col sistema proporzionale nella circoscrizione Puglia.
Ha ricoperto il ruolo di membro del consiglio direttivo di Forza Italia alla Camera nel 1996.
È stato riconfermato deputato per la terza volta nel 2006 sempre per Forza Italia in Puglia. Nella XV Legislatura è stato membro della Commissione Bilancio, della Giunta per le Autorizzazioni, della Giunta per il Regolamento, del Comitato Parlamentare per i Procedimenti d'Accusa. Dal 2001 al 2008 è vice-capogruppo vicario di Forza Italia alla Camera dei deputati.
Il 16 novembre 2013, con la sospensione delle attività del Popolo della Libertà, aderisce al Nuovo Centrodestra guidato da Angelino Alfano.

### Incarichi istituzionali
Nel 2008, dopo la conferma del suo mandato parlamentare per la XVI Legislatura viene eletto vicepresidente vicario della Camera dei deputati.
Rieletto deputato per la XVII Legislatura, in occasione della prima seduta (15-16 marzo 2013) ha svolto il ruolo di Presidente provvisorio della Camera dei deputati in ragione della maggiore anzianità di elezione tra quanti abbiano ricoperto l'ufficio di Vicepresidente nel corso della legislatura precedente.

### Membro del CSM e del CPGT
L'11 settembre 2014 viene eletto dal Parlamento in seduta comune con 517 voti membro del Consiglio Superiore della Magistratura (in quota NCD) con una maggioranza pari a 3/5 dei votanti (490 voti).
Leone è l'unico eletto nel sesto scrutinio e il terzo degli otto membri da eleggere dopo il sottosegretario di Stato al MEF il deputato Giovanni Legnini e il sindaco di Arezzo Giuseppe Fanfani entrambi in quota PD nel precedente scrutinio.
Il 18 settembre 2018 è stato eletto presidente del Consiglio di Presidenza della Giustizia Tributaria, carica che ha mantenuto fino al 14 novembre 2023 quando gli è subentrato l'onorevole Carolina Lussana.

## Citazioni
(18 dicembre 2008 - Comm. XVII)